# Serie hipergeométrica básica
En matemáticas, las series hipergeométricas básicas, o q-series hipergeométricas, son generalizaciones q-análogas de las series hipergeométricas generalizadas, y son a su vez generalizadas por las series hipergeométricas elípticas.
Una serie xn se denomina hipergeométrica si la relación de los términos sucesivos xn+1/ xn es una función racional de n. Si la razón de términos sucesivos es una función racional de qn, entonces la serie se denomina serie hipergeométrica básica. El número q se llama base.
La serie hipergeométrica básica {\displaystyle {}_{2}\phi _{1}(q^{\alpha },q^{\beta };q^{\gamma };q,x)} fue considerada por primera vez por Eduard Heine en 1846. Se convierte en la serie hipergeométrica {\displaystyle F(\alpha ,\beta ;\gamma ;x)} en el límite cuando la base {\displaystyle q=1}.

## Definición
Hay dos formas de series hipergeométricas básicas, la serie hipergeométrica básica unilateral φ, y la serie hipergeométrica básica bilateral más general ψ.
La serie hipergeométrica básica unilateral se define como
{\displaystyle \;_{j}\phi _{k}\left[{\begin{matrix}a_{1}&a_{2}&\ldots &a_{j}\\b_{1}&b_{2}&\ldots &b_{k}\end{matrix}};q,z\right]=\sum _{n=0}^{\infty }{\frac {(a_{1},a_{2},\ldots ,a_{j};q)_{n}}{(b_{1},b_{2},\ldots ,b_{k},q;q)_{n}}}\left((-1)^{n}q^{n \choose 2}\right)^{1+k-j}z^{n}}
donde
{\displaystyle (a_{1},a_{2},\ldots ,a_{m};q)_{n}=(a_{1};q)_{n}(a_{2};q)_{n}\ldots (a_{m};q)_{n}}
y
{\displaystyle (a;q)_{n}=\prod _{k=0}^{n-1}(1-aq^{k})=(1-a)(1-aq)(1-aq^{2})\cdots (1-aq^{n-1})}
es el símbolo q-Pochhammer.
El caso especial más importante es cuando j = k + 1, que se convierte en
{\displaystyle \;_{k+1}\phi _{k}\left[{\begin{matrix}a_{1}&a_{2}&\ldots &a_{k}&a_{k+1}\\b_{1}&b_{2}&\ldots &b_{k}\end{matrix}};q,z\right]=\sum _{n=0}^{\infty }{\frac {(a_{1},a_{2},\ldots ,a_{k+1};q)_{n}}{(b_{1},b_{2},\ldots ,b_{k},q;q)_{n}}}z^{n}.}
Esta serie se llama balanceada si a1 ... ak + 1 = b1 ...bkq. La serie se llama bien equilibrada si a1q = a2b1 = ... = ak + 1bk y muy bien equilibrada si además  a2 = −a3 = qa11/2. 
La serie hipergeométrica básica unilateral es un q-análogo de la serie hipergeométrica ya que
{\displaystyle \lim _{q\to 1}\;_{j}\phi _{k}\left[{\begin{matrix}q^{a_{1}}&q^{a_{2}}&\ldots &q^{a_{j}}\\q^{b_{1}}&q^{b_{2}}&\ldots &q^{b_{k}}\end{matrix}};q,(q-1)^{1+k-j}z\right]=\;_{j}F_{k}\left[{\begin{matrix}a_{1}&a_{2}&\ldots &a_{j}\\b_{1}&b_{2}&\ldots &b_{k}\end{matrix}};z\right]}
se cumple (Koekoek y Swarttouw (1996)).

La serie hipergeométrica básica bilateral, correspondiente a la serie hipergeométrica bilateral, se define como
{\displaystyle \;_{j}\psi _{k}\left[{\begin{matrix}a_{1}&a_{2}&\ldots &a_{j}\\b_{1}&b_{2}&\ldots &b_{k}\end{matrix}};q,z\right]=\sum _{n=-\infty }^{\infty }{\frac {(a_{1},a_{2},\ldots ,a_{j};q)_{n}}{(b_{1},b_{2},\ldots ,b_{k};q)_{n}}}\left((-1)^{n}q^{n \choose 2}\right)^{k-j}z^{n}.}
El caso especial más importante es cuando j = k, puesto que se convierte en
{\displaystyle \;_{k}\psi _{k}\left[{\begin{matrix}a_{1}&a_{2}&\ldots &a_{k}\\b_{1}&b_{2}&\ldots &b_{k}\end{matrix}};q,z\right]=\sum _{n=-\infty }^{\infty }{\frac {(a_{1},a_{2},\ldots ,a_{k};q)_{n}}{(b_{1},b_{2},\ldots ,b_{k};q)_{n}}}z^{n}.}
La serie unilateral puede obtenerse como un caso especial de la bilateral igualando una de las variables b a q, al menos cuando ninguna de las variables a es potencia de q, ya que todos los términos con n < 0 desaparecen.

## Series simples
Algunas expresiones de series simples son
{\displaystyle {\frac {z}{1-q}}\;_{2}\phi _{1}\left[{\begin{matrix}q\;q\\q^{2}\end{matrix}}\;;q,z\right]={\frac {z}{1-q}}+{\frac {z^{2}}{1-q^{2}}}+{\frac {z^{3}}{1-q^{3}}}+\ldots }
,
{\displaystyle {\frac {z}{1-q^{1/2}}}\;_{2}\phi _{1}\left[{\begin{matrix}q\;q^{1/2}\\q^{3/2}\end{matrix}}\;;q,z\right]={\frac {z}{1-q^{1/2}}}+{\frac {z^{2}}{1-q^{3/2}}}+{\frac {z^{3}}{1-q^{5/2}}}+\ldots }
y 
{\displaystyle \;_{2}\phi _{1}\left[{\begin{matrix}q\;-1\\-q\end{matrix}}\;;q,z\right]=1+{\frac {2z}{1+q}}+{\frac {2z^{2}}{1+q^{2}}}+{\frac {2z^{3}}{1+q^{3}}}+\ldots .}

## El teoremaq-binomial
El teorema q-binomial (publicado la primera vez en 1811 por Heinrich August Rothe) establece que
{\displaystyle \;_{1}\phi _{0}(a;q,z)={\frac {(az;q)_{\infty }}{(z;q)_{\infty }}}=\prod _{n=0}^{\infty }{\frac {1-aq^{n}z}{1-q^{n}z}}}
la cual se se obtiene aplicando repetidamente la identidad
{\displaystyle \;_{1}\phi _{0}(a;q,z)={\frac {1-az}{1-z}}\;_{1}\phi _{0}(a;q,qz).}
El caso especial de a = 0 está íntimamente relacionado con la q-exponencial.

### Teorema binomial de Cauchy
El teorema binomial de Cauchy es un caso especial del teorema q-binomial.
{\displaystyle \sum _{n=0}^{N}y^{n}q^{n(n+1)/2}{\begin{bmatrix}N\\n\end{bmatrix}}_{q}=\prod _{k=1}^{N}\left(1+yq^{k}\right)\qquad (|q|<1)}

## Identidad de Ramanujan
Srinivasa Ramanujan dio la identidad
{\displaystyle \;_{1}\psi _{1}\left[{\begin{matrix}a\\b\end{matrix}};q,z\right]=\sum _{n=-\infty }^{\infty }{\frac {(a;q)_{n}}{(b;q)_{n}}}z^{n}={\frac {(b/a,q,q/az,az;q)_{\infty }}{(b,b/az,q/a,z;q)_{\infty }}}}
válida para |q| < 1 y |b/a| < |z| < 1. Identidades similares para {\displaystyle \;_{6}\psi _{6}} habían sido dadas por Bailey. Tales identidades pueden ser entendidas como generalizaciones del producto triple de Jacobi, que pueden ser escritas usando q-series como
{\displaystyle \sum _{n=-\infty }^{\infty }q^{n(n+1)/2}z^{n}=(q;q)_{\infty }\;(-1/z;q)_{\infty }\;(-zq;q)_{\infty }.}
Ken Ono dio una serie de potencias formal relacionada
{\displaystyle A(z;q){\stackrel {\rm {def}}{=}}{\frac {1}{1+z}}\sum _{n=0}^{\infty }{\frac {(z;q)_{n}}{(-zq;q)_{n}}}z^{n}=\sum _{n=0}^{\infty }(-1)^{n}z^{2n}q^{n^{2}}.}

## Integral de contorno de Watson
Como un análogo de la integral de Barnes para las series hipergeométricas, Watson mostró que
{\displaystyle {}_{2}\phi _{1}(a,b;c;q,z)={\frac {-1}{2\pi i}}{\frac {(a,b;q)_{\infty }}{(q,c;q)_{\infty }}}\int _{-i\infty }^{i\infty }{\frac {(qq^{s},cq^{s};q)_{\infty }}{(aq^{s},bq^{s};q)_{\infty }}}{\frac {\pi (-z)^{s}}{\sin \pi s}}ds}
donde los polos de {\displaystyle (aq^{s},bq^{s};q)_{\infty }} se encuentran a la izquierda del contorno y los polos restantes se encuentran a la derecha. Hay una integral de contorno similar para  r+1φr. Esta integral de contorno da una continuación analítica de la función hipergeométrica básica en z.

## Versión matricial
La función hipergeométrica básica matricial se puede definir de la siguiente manera:
{\displaystyle {}_{2}\phi _{1}(A,B;C;q,z):=\sum _{n=0}^{\infty }{\frac {(A;q)_{n}(B;q)_{n}}{(C;q)_{n}(q;q)_{n}}}z^{n},\quad (A;q)_{0}:=1,\quad (A;q)_{n}:=\prod _{k=0}^{n-1}(1-Aq^{k}).}
El criterio del cociente muestra que esta función matricial es absolutamente convergente.